# Abel Figueiredo
Abel Figueiredo (aparținând Pará) este un oraș în Brazilia.